# Петровский (Ленинск-Кузнецкий район)
Петро́вский — посёлок в Ленинск-Кузнецком районе Кемеровской области. Входит в состав Драченинского сельского поселения.

## География
Центральная часть населённого пункта расположена на высоте 193 метров над уровнем моря.

## Население
По данным Всероссийской переписи населения 2010 года, в посёлке Петровский проживает 103 человека (48 мужчин, 55 женщин).